# Fighters Megamix
 (août 2025).
Fighters Megamix (ファイターズ メガミックス, Faitâzu megamikusu) est un jeu vidéo de combat développé par Sega-AM2 et édité par Sega, sorti en 1996 sur Saturn. Il a plus tard été porté sur Game.com.
Fighters Megamix combine les personnages des différents jeux développés par Sega-AM2, dont  la série Virtua Fighter, Fighting Vipers, Virtua Cop 2, Sonic the Fighters et Daytona USA

## Système de jeu
Les combats se déroulent en rounds (dont le nombre pourra être déterminé dans les options) dans lesquels chacun des deux personnages disposent d'une barre de vie, le but étant de réduire à zéro celle de l'adversaire. Les personnages se déplacent dans un univers en 3D. Le joueur à a disposition 7 boutons: la garde, le coup de poing, le coup de pied et le déplacement latéral. Les trois derniers boutons sont les raccourcis de combinaisons de boutons,.
Les personnages tirés de Fighting Vipers ont pour particularité d'être dotés d'une armure, ainsi que d'une jauge lui correspondant. Une fois un élément d'armure cassé, la défense du personnage est réduite.

## Personnages
| Personnage                | Jeu/série d'origine |
| ------------------------- | ------------------- |
| Akira Yuki                | Virtua Fighter      |
| Pai Chan                  | Virtua Fighter      |
| Lau Chan                  | Virtua Fighter      |
| Wolf Hawkfield            | Virtua Fighter      |
| Jeffry McWild             | Virtua Fighter      |
| Kage-Maru                 | Virtua Fighter      |
| Sarah Bryant              | Virtua Fighter      |
| Jacky Bryant              | Virtua Fighter      |
| Shun Di                   | Virtua Fighter      |
| Lion Rafale               | Virtua Fighter      |
| Dural                     | Virtua Fighter      |
| Grace                     | Fighting Vipers     |
| Bahn                      | Fighting Vipers     |
| Raxel                     | Fighting Vipers     |
| Tokio                     | Fighting Vipers     |
| Sanman                    | Fighting Vipers     |
| Jane                      | Fighting Vipers     |
| Honey (Candy en occident) | Fighting Vipers     |
| Picky                     | Fighting Vipers     |
| Mahler                    | Fighting Vipers     |
| B.M.                      | Fighting Vipers     |
| Kumachan/Pandachan        | Fighting Vipers     |